# Espermatóforo

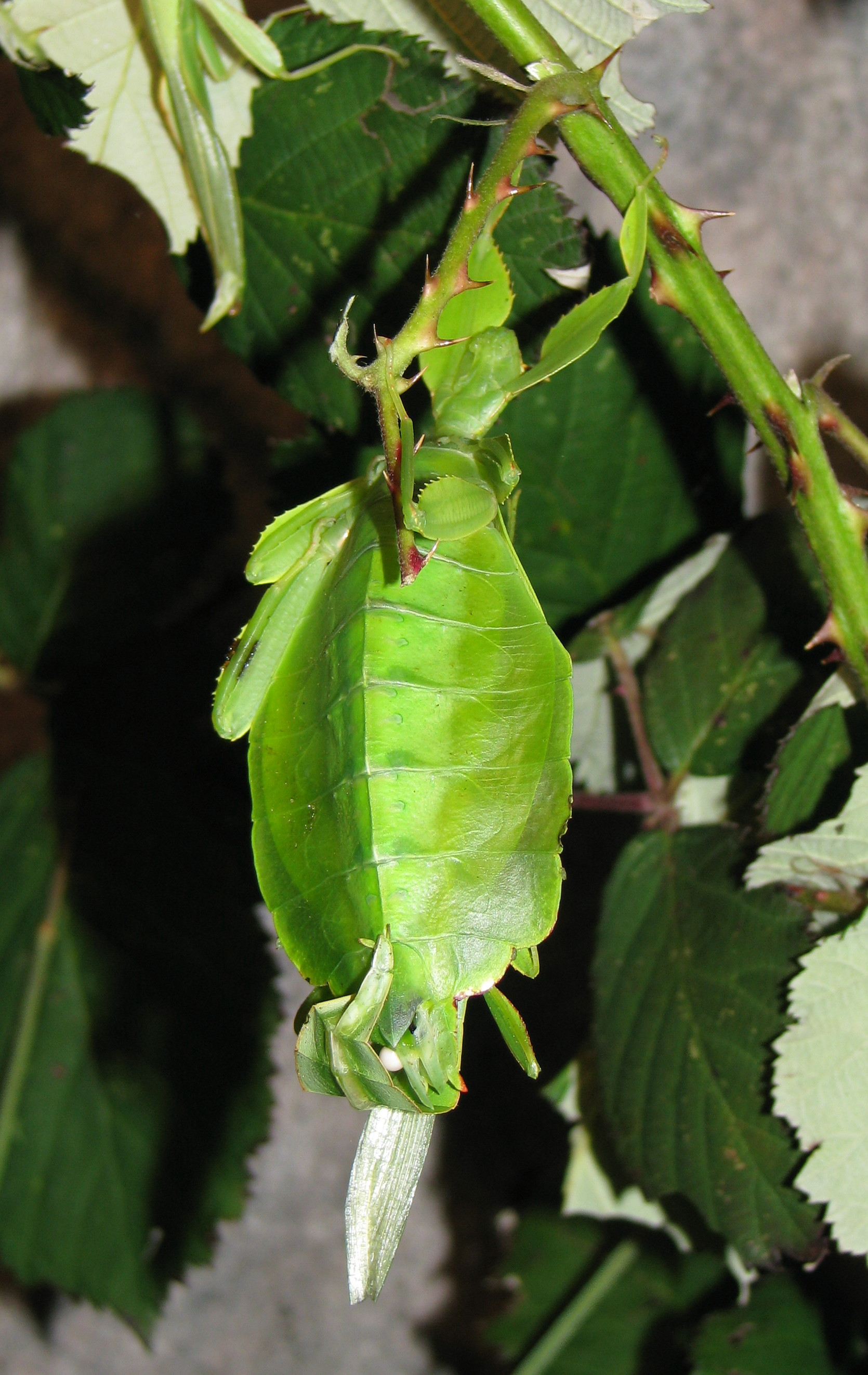
Insecto hoja con espermatóforo en su parte inferior.

Un espermatóforo es una cápsula o masa creada por los machos de diversas especies animales, principalmente invertebrados, que contienen espermatozoides, siendo integralmente introducida al órgano sexual femenino durante la cópula. Es una estructura o recipiente que contiene espermatozoides, que se utiliza como sistema de transmisión del esperma y se intercambia durante la cópula o fecundación

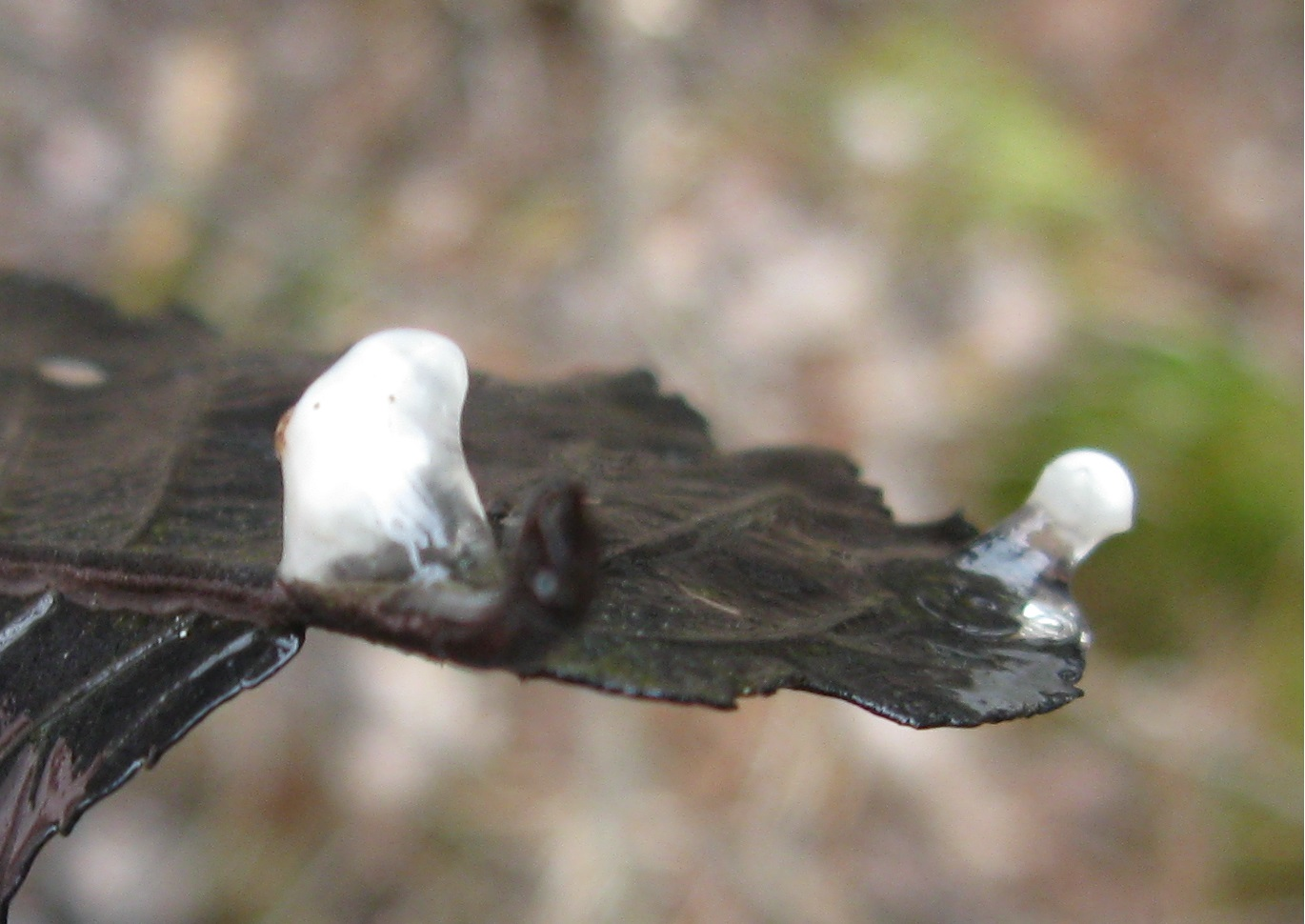
Espermatóforo de una salamandra.

Puede contener nutrientes para la hembra, en cuyo caso se denomina regalo nupcial, aunque investigaciones recientes han indicado que el valor de estos nutrientes es muy bajo. 

## Invertebrados
La reproducción por espermatóforos es común en los invertebrados. Es lo más normal en los arácnidos. Muchos insectos también se reproducen de este modo.
Determinados insectos como la mariposa de los muros o la polilla Utetheisa ornatrix llegan a invertir alrededor del 10% de su masa corporal en la creación de un único espermatóforo. En cualquier caso, sus hembras, prefieren los machos de mayor tamaño debido a una serie de múltiples beneficios que esto le aportará a su descendencia; así, por ejemplo, sus depredadores naturales demuestran menor interés frente a un mayor tamaño, y hay más nutrientes en el regalo nupcial.

## Vertebrados
Algunos vertebrados también se reproducen a través de espermatóforos. Los machos de muchas especies de salamandras y tritones crean espermatóforos, y son las hembras quienes pueden elegir tomarlos o no en dependencia del éxito del cortejo previo.